# 钱西樵
錢西樵（1884年—1974年11月），中華民國政治人物，浙江諸暨人，畢業於浙江省立法政學堂，即參加革命運動，為律師。由沈定一、張靜江介紹入中國國民黨，設有正書局於上海及杭州。後任浙江省特種刑庭庭長。著有《孫中山傳》。國府統一全國後，兼任浙江捲菸特稅局局長，旋辭去在巴黎研法學，歸國後仍在杭州執行律師業務，一度被推為浙江省律師公會會長。1937年，抗日軍興，應軍事委員長西安辦公廳蔣鼎文之邀，任軍法處長。